# Oktiabrski (Ciudad de Krasnodar)
Oktiabrski (del ruso: Октябрьский) es un posiólok del distrito Prikubanski del ókrug urbano de Krasnodar del krai de Krasnodar, en el sur de Rusia. Está situada en las tierras bajas de Kubán-Azov al norte del rio Kubán, 19 km al nordeste del centro de Krasnodar. Tenía una población de 666 habitantes en 2010.
Pertenece al ókrug rural Kalíninski del distrito Prikubanski.

## Economía
Dentro de los límites del término del posiólok se hallan las asociaciones hortícolas Kompresorshchik, Néktar, Nodsolnechnik, Topol, Raduzhnoye, Luch, Krasnodarselmash, Krasnodarski ZIP-20.

## Transporte
Al este de Oktiabrski pasa la autopista M4 Don.